# ...And Out Come the Wolves
...And Out Come the Wolves je třetí studiové album americké punkové kapely Rancid. Bylo vydáno v srpnu 1995. Název alba byl převzat z knihy The Basketball Diaries od Jima Carrolla.

## Seznam skladeb
Všechny skladby byly napsány Timem Armstrongem, Mattem Freemanem a Lars Frederiksenem, není-li uvedeno jinak.
1. „Maxwell Murder“ – 1:25
2. „The 11th Hour“ (Armstrong, Freeman, Frederiksen, Eric Dinn) – 2:28
3. „Roots Radicals“ – 2:47
4. „Time Bomb“ – 2:24
5. „Olympia WA.“ – 3:30
6. „Lock, Step & Gone“ – 2:25
7. „Junkie Man“ (Armstrong, Freeman, Frederiksen, Jim Carroll) – 3:04
8. „Listed M.I.A.“ – 2:22
9. „Ruby Soho“ – 2:37
10. „Daly City Train“ – 3:21
11. „Journey to the End of the East Bay“ – 3:11
12. „She's Automatic“ – 1:35
13. „Old Friend“ – 2:53
14. „Disorder and Disarray“ – 2:49
15. „The Wars End“ – 1:53
16. „You Don't Care Nothin'“ – 2:28
17. „As Wicked“ 	Armstrong – 2:40
18. „Avenues & Alleyways“ – 3:11
19. „The Way I Feel“ – 2:34